# 3278 Běhounek
A 3278 Běhounek (ideiglenes jelöléssel 1984 BT) egy kisbolygó a Naprendszerben. Antonín Mrkos fedezte fel 1984. január 27-én.